# Contea di Perry (Tennessee)
La contea di Perry in inglese Perry County è una contea dello Stato del Tennessee, negli Stati Uniti. La popolazione al censimento del 2000 era di 7 631 abitanti. Il capoluogo di contea è Linden.